# Der Kreuzweg II
Der Kreuzweg II ist der Titel eines Gemäldes, das die russische Künstlerin Marianne von Werefkin 1926/27 malte. Das Werk gehört zum Bestand der Fondazione Marianne Werefkin (FMW) in Ascona und hat die Inventarnummer 0-0-19.

## Technik und Maße
Es handelt sich um eine Temperamalerei auf Karton, 103,5 × 77,5 cm.

## Ikonografie
Dargestellt ist eine Tessiner Gebirgslandschaft, die normalerweise im Breitformat zu präsentieren wäre. Somit kann diese Landschaft nicht nur ihrer selbst willen betrachtet werden. Denn ganz offensichtlich diente sie der Malerin als Vorwand, um symbolhaft auf nicht sichtbare Welten der Seele und des Geistigen hinzuweisen. In diesem Zusammenhang sei daran erinnert, dass Werefkins vielfach zitierter Ausspruch: „J’aime les choses qui ne sont pas“ – Ich liebe die Dinge, die nicht sind zu ihrem Leitgedanken wurde.
Auf der rechten Seite befinden sich dreifach in die Bildtiefe gestaffelt, Berge. Die drei kleinen am unteren Bildrand wurden vorwiegend mit feinen rötlichen Pinselstrichen gestaltet. Auf ihren Gipfeln wächst jeweils ein einzelner belaubter Baum. An den Abhängen finden sich zwei weitere dieser gleichgearteten Bäume. Dahinter bilden kahle, höhere Berge eine zweite Bildschicht. Ferner in der Bildtiefe türmen sich bis zum oberen rechten Bildrand Felsmassen auf. Die gesamte rechte Bildpartie ist nicht der Natur entnommen. Ihr haftet etwas absonderlich Irreales an, was kaum zu deuten ist.
Auf der linken Bildseite sieht man auch einen Berg. Er ist ebenfalls gestaffelt aus mehreren hohen, Volumen suggerierenden, Felsen aufgebaut. Auf dessen höchster Erhebung steht eine Kapelle. An ihr bröckelt großflächig der Putz ab. Noch sind wesentliche Teile der Malerei erhalten, Christus mit Nimbus am Kreuz und rechts davon Maria im roten Gewand und blauem Mantel, sie ist wie ihr Sohn ebenfalls mit einem Nimbus als heilig gekennzeichnet. Neben ihr steht vermutlich Johannes. Da der linke Teil der Kreuzigungsgruppe durch ein Felsklotz verdeckt ist, kann man davon ausgehen, dass auf dem Gesamtbild der Wandmalerei mehrere Personen abgebildet sind.

## Novizinnen

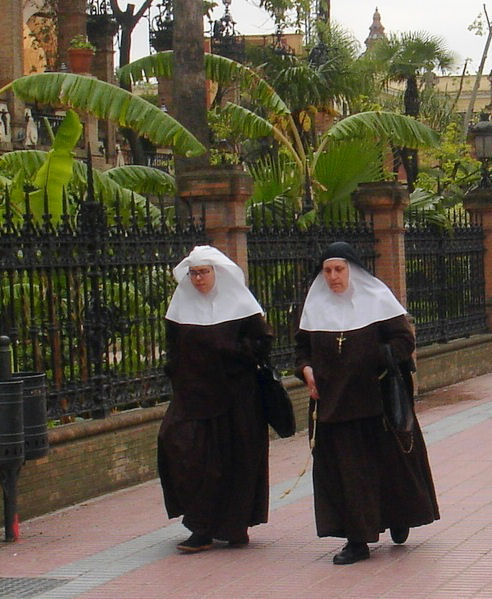
Nonnen in Sevilla. Die Novizin ist am weißen Schleier erkennbar.

„Große Aufmerksamkeit schenkte Werefkin auch dem religiösen Brauchtum. Mit dessen russisch-orthodoxen Spielarten von klein auf vertraut, fand sie in Ascona Gefallen an traditionellen […] Bittgängen (Prozession‚ Kreuzweg […] II).“ Letzterer führt als schmaler Weg in Serpentinen zu der Kapelle hinauf. Mehrere weiße Kreuzwegstationen, überdachte Bildstöcke, sind zu erkennen. Benediktinerinnen schreiten im in einer langen Reihe mit dem Ziel bergan, die Kapelle in einer Art Prozession auf der Bergspitze zu erreichen.
Es handelt sich um Novizinnen mit ihrem weißen Schleier in ihrem „einjährigem Probejahr.“ Bei positivem Verlauf werden sie die unwiderruflichen Gelübde ablegen, nämlich die „der Stabilitas (Verbleiben im Kloster), Conversio morum (Armut und Keuschheit) und Oboedientia (unbedingter Gehorsam).“ Eine der angehenden Nonnen trägt ein Vortragekreuz, eine andere eine Prozessionsfahne mit der Darstellung einer Mondsichelmadonna, alle anderen halten Bibeln in den Händen.

## Repoussoir
Die dunklen Berge links und rechts haben die Funktion von Repoussoirs, die in ihrer Mitte eine Tiefenwirkung erzeugen und den Blick auf eine weitere Berglandschaft frei geben. Hell angestrahlt lässt Werefkin drei Berge spielerisch wie Personifikationen der drei Grundfarben Gelb, Rot und Blau erscheinen.

## Datierung
Zu dem Bild existiert in der FMW eine Bleistiftzeichnung im Skizzenbuch Nr.: g/18 mit der Angabe 1926. Diese Datierung kann allerdings nicht besagen, dass auch das Gemälde im gleichen Jahr entstanden sein muss. Deshalb wurde für das Gemälde 1926/27 als Entstehungszeit schon früher einmal gewählt.